# ناتاشا سلوچ
ناتاشا سلوچ (انگلیسی: Natascha Celouch؛ زادهٔ ۱۵ ژوئیهٔ ۱۹۸۶) بازیکن فوتبال اهل اتریش است.
وی همچنین در تیم ملی فوتبال زنان اتریش بازی کرده‌است.